# Eupterornis remensis
Eupterornis remensis (Еуптерорніс) — вид вимерлих птахів, що мешкали в палеоцені. Викопні залишки птаха знайшли на території Франції у 1878 році.
Вид належить до ряду Гагароподібні (Gaviiformes) або є близьким до пращурів цього ряду. Проте деякі дослідники відносять вид до ряду сивкоподібні (Charadriiformes), тому що він має деякі особливості, що нагадують гагар, але в іншому більше схожі на Charadriiformes, такі як мартини (Laridae).